# Пол Гарднер (хокеїст)
Пол Мелон Гарднер (англ. Paul Malone Gardner; нар. 5 березня 1956, Форт-Ері) — канадський хокеїст, що грав на позиції центрального нападника. Згодом — хокейний тренер.
Батько Пола — Кел Гарднер, і його старший брат — Дейв Гарднер, також були гравцями НХЛ.

## Ігрова кар'єра
Хокейну кар'єру розпочав 1974 року.
1976 року був обраний на драфті НХЛ під 11-м загальним номером командою «Канзас-Сіті Скаутс».
Протягом професійної клубної ігрової кар'єри, що тривала 11 років, захищав кольори команд «Провіденс Редс», «Нью-Брансвік Гоукс», «Спрінгфілд Індіанс», «Белтімор Скіпджекс», «Бінгемтон Вейлерс», «Рочестер Американс», «Портленд Пайретс», «Колорадо Рокіз», «Торонто Мейпл-Ліфс», «Піттсбург Пінгвінс», «Вашингтон Кепіталс» та «Баффало Сейбрс».
Загалом провів 463 матчі в НХЛ, включаючи 16 ігор плей-оф Кубка Стенлі.

## Статистика
| Сезон        | Клуб                 | Ліга         | Регулярний сезон | Регулярний сезон | Регулярний сезон | Регулярний сезон | Регулярний сезон | Плей-оф | Плей-оф | Плей-оф | Плей-оф | Плей-оф |
| Сезон        | Клуб                 | Ліга         | І                | Г                | П                | О                | ШХ               | І       | Г       | П       | О       | ШХ      |
| ------------ | -------------------- | ------------ | ---------------- | ---------------- | ---------------- | ---------------- | ---------------- | ------- | ------- | ------- | ------- | ------- |
| 1974–75      | «Ошава Дженералс»    | ХЛО          | 64               | 27               | 36               | 63               | 54               | —       | —       | —       | —       | —       |
| 1975–76      | «Ошава Дженералс»    | ХЛО          | 65               | 69               | 75               | 144              | 75               | —       | —       | —       | —       | —       |
| 1976–77      | «Провіденс Редс»     | АХЛ          | 14               | 10               | 4                | 14               | 12               | —       | —       | —       | —       | —       |
| 1976–77      | «Колорадо Рокіз»     | НХЛ          | 60               | 30               | 29               | 59               | 25               | —       | —       | —       | —       | —       |
| 1977–78      | «Колорадо Рокіз»     | НХЛ          | 46               | 30               | 22               | 52               | 29               | —       | —       | —       | —       | —       |
| 1978–79      | «Колорадо Рокіз»     | НХЛ          | 64               | 23               | 26               | 49               | 32               | —       | —       | —       | —       | —       |
| 1978–79      | «Торонто Мейпл-Ліфс» | НХЛ          | 11               | 7                | 2                | 9                | 0                | 6       | 0       | 1       | 1       | 4       |
| 1979–80      | «Нью-Брансвік Гоукс» | АХЛ          | 20               | 11               | 16               | 27               | 14               | 15      | 10      | 5       | 15      | 5       |
| 1979–80      | «Торонто Мейпл-Ліфс» | НХЛ          | 45               | 11               | 13               | 24               | 10               | —       | —       | —       | —       | —       |
| 1980–81      | «Спрінгфілд Індіанс» | АХЛ          | 14               | 9                | 12               | 21               | 6                | —       | —       | —       | —       | —       |
| 1980–81      | «Піттсбург Пінгвінс» | НХЛ          | 62               | 34               | 40               | 74               | 59               | 5       | 1       | 0       | 1       | 8       |
| 1981–82      | «Піттсбург Пінгвінс» | НХЛ          | 59               | 36               | 33               | 69               | 28               | 5       | 1       | 5       | 6       | 2       |
| 1982–83      | «Піттсбург Пінгвінс» | НХЛ          | 70               | 28               | 27               | 55               | 12               | —       | —       | —       | —       | —       |
| 1983–84      | «Белтімор Скіпджекс» | АХЛ          | 54               | 32               | 49               | 81               | 14               | 10      | 12      | 10      | 22      | 0       |
| 1983–84      | «Піттсбург Пінгвінс» | НХЛ          | 16               | 0                | 5                | 5                | 6                | —       | —       | —       | —       | —       |
| 1984–85      | «Бінгемтон Вейлерс»  | АХЛ          | 64               | 51               | 79               | 130              | 10               | 5       | 3       | 9       | 12      | 0       |
| 1984–85      | «Вашингтон Кепіталс» | НХЛ          | 12               | 2                | 4                | 6                | 6                | —       | —       | —       | —       | —       |
| 1985–86      | «Рочестер Американс» | АХЛ          | 71               | 61               | 51               | 112              | 16               | —       | —       | —       | —       | —       |
| 1985–86      | «Баффало Сейбрс»     | НХЛ          | 2                | 0                | 0                | 0                | 0                | —       | —       | —       | —       | —       |
| 1996–97      | «Портленд Пайретс»   | АХЛ          | 1                | 0                | 1                | 1                | 0                | —       | —       | —       | —       | —       |
| Усього в НХЛ | Усього в НХЛ         | Усього в НХЛ | 447              | 201              | 201              | 402              | 207              | 16      | 2       | 6       | 8       | 14      |